# Erkenntnis und Interesse
Die Schrift Erkenntnis und Interesse ist ein 1968 erschienenes Werk von Jürgen Habermas. Seine grundlegende Intention ist die „Analyse des Zusammenhangs von Erkenntnis und Interesse“ und die Stützung der Behauptung, dass „radikale Erkenntniskritik nur als Gesellschaftstheorie möglich ist“ (Jürgen Habermas: Erkenntnis und Interesse. Suhrkamp, Frankfurt am Main 1968, S. 9; danach alle folgenden eingeklammerten Seitenangaben; Hervorhebungen jeweils wie im Original).
Den Anlass der Schrift bildete der sogenannte Positivismusstreit der deutschen Soziologie, der auf der Tübinger Arbeitstagung der Deutschen Gesellschaft für Soziologie mit den beiden Referaten von Theodor W. Adorno und Karl R. Popper im Oktober 1961 entflammte. Vorangegangen war der Schrift die gleichlautende Frankfurter Antrittsvorlesung, die Habermas 1965 hielt.

## Inhalt
Habermas geht von der Feststellung aus, dass die Philosophie der Neuzeit wesentlich Erkenntnistheorie sei. Diese habe nach Kant entscheidend zum Szientismus der Wissenschaften beigetragen, der „Wissenschaft nicht länger als eine Form möglicher Erkenntnis“ versteht, sondern „Erkenntnis mit Wissenschaft identifizieren“ wolle (S. 13). Habermas will aufzeigen, wie sich diese Auffassung im Laufe der Zeit durchgesetzt hat und welche Alternativen sich anbieten, um eine Gesellschaftstheorie zu entwickeln, die sich dem naturwissenschaftlichen Modell entzieht und ein emanzipatorisches Interesse verfolgt.
Zur Kritik der traditionellen und bis heute wirkenden Erkenntnistheorie greift Habermas Hegels Kritik an Kant auf. Die traditionelle Erkenntnistheorie setze eine Art von Wissen als normativ voraus, wie es etwa in der Mathematik und der Physik gegeben sei. Dieses Wissen bezeichnet Hegel als „erscheinendes Wissen“ (S. 24), das aber noch kein begriffenes Wissen darstelle. Außerdem gehe die traditionelle Erkenntnistheorie von der „Annahme eines fertigen Erkenntnissubjekts“ aus, das wie bei Kant als „Gerichtshof“ eingesetzt und nicht mehr problematisiert werde. Hegel habe jedoch „durchschaut“, dass das Erkenntnissubjekt „sich selbst nicht transparent“ (S. 25) ist und „sich erst mit dem Resultat seiner Selbstvergewisserung gegeben“ ist (S. 26).
Die Marxsche Kritik an Hegel setzt nun an dessen „Subjekt der Weltkonstitution“ ein. Dieses sei „nicht ein transzendentales Bewußtsein überhaupt, sondern die konkrete Menschengattung, die unter natürlichen Bedingungen ihr Leben reproduziert“ (S. 38). Das menschliche Subjekt wird dabei von Marx im Unterschied zu Hegel wesentlich als „Naturwesen“ (S. 45) begriffen. Natur wird dabei in „subjektive Natur des Menschen“ und „objektive Natur seiner Umgebung“ unterschieden (S. 39). Habermas kritisiert dabei an Marx’ Naturbegriff, dass dieser die Beziehung zur Natur als auf das „Interesse möglicher technischer Verfügung über Naturprozesse“ beschränke (S. 49). Die Erkenntnis des Menschen werde so zu einem „Verfügungswissen“, das „die Kontrolle des gesellschaftlichen Lebensprozesses ermöglicht“ (S. 65), was Habermas als „positivistisch gefärbte Forderung nach einer Naturwissenschaft vom Menschen“ (S. 63) bezeichnet.
Habermas setzt sich zu Beginn des zweiten Hauptkapitels („Positivismus, Pragmatismus, Historismus“, S. 88–233) mit dem Positivismus Comtes und Machs auseinander. „Der Positivismus bezeichnet das Ende der Erkenntnistheorie“, an deren Stelle nun eine „Theorie der Wissenschaften“ tritt. Die „transzendentallogische Frage nach den Bedingungen möglicher Erkenntnis“, die zugleich eine Frage des „Sinnes von Erkenntnis überhaupt“ war, wird abgeschnitten. Stattdessen gehe es dem Positivismus nur noch um die „methodologische Frage nach den Regeln des Aufbaus und der Überprüfung wissenschaftlicher Theorien“ (S. 88). Damit verliere der Positivismus die „synthetischen Leistungen des erkennenden Subjekts“ aus dem Blick, womit die „Problematik der Weltkonstitution“ verdeckt werde: „Der Sinn von Erkenntnis selber wird irrational – im Namen strikter Erkenntnis“ (S. 90). Mit dem Positivismus ist nach Habermas auch eine Geschichtsphilosophie verbunden, für die der wissenschaftlich-technische Fortschritt eine überragende Bedeutung erhält. Dessen Untersuchung „tritt an die Stelle der Reflexion des erkennenden Subjektes auf sich selber“ (S. 93).
Habermas setzt dem Positivismus den Pragmatismus von Charles S. Peirce entgegen. Peirce stelle das „Kollektiv der Forscher“ in den Mittelpunkt, „die ihre gemeinsame Aufgabe kommunikativ zu lösen versuchen“. Die „Wirklichkeit als Objektbereich der Wissenschaften“ konstituiere sich erst als deren Praxis. Habermas lehnt mit Peirce eine „Ontologisierung von Tatsachen“ ab (S. 121): „Wir können so etwas wie uninterpretierte Tatsachen sinnvollerweise nicht denken; gleichwohl handelt es sich um Tatsachen, die nicht in unseren Interpretationen aufgehen“ (S. 124).
Habermas schließt sich im weiteren Verlauf dem pragmatischen Wahrheitsbegriff von Peirce an. Der „Sinn der Wahrheit von Aussagen“ könne nicht mehr wie noch bei Kant als durch die „Anschauungsformen und Kategorien des Verstandes“ hergestellte „Objektivität von Erkenntnis“ definiert werden. Vielmehr ergibt sich Wahrheit „erst aus dem objektiven Lebenszusammenhang“. Dem Forschungsprozess der Wissenschaften kommt dabei die Funktion der „Stabilisierung von Meinungen“, der „Eliminierung von Ungewißheiten“ und der „Gewinnung unproblematischer Überzeugungen“ zu. Eine „Überzeugung ist dadurch definiert, daß wir unser Verhalten an ihr orientieren“ (S. 153). „Geltende Überzeugungen sind universelle Aussagen über die Realität, die sich […] in technische Empfehlungen umformen lassen“ (S. 154). Sie können durch „Widerstände der Realität“ (S. 153) verunsichert werden. Es werden dann „neue Auffassungen“ gefunden, „die das gestörte Verhalten wieder stabilisieren“ (S. 154), formuliert Habermas im Anschluss an Peirce.
„Das System der Wissenschaften ist [aber nur] ein Element eines umfassenden Lebenszusammenhangs“ (S. 179). Dieser wird als „Objektbereich der Geisteswissenschaften“ (S. 179) vielmehr erst von diesen in einem umfassenden Sinne interpretiert. Habermas kommt im weiteren Verlauf des zweiten Hauptkapitels auf Wilhelm Dilthey und diese Sonderstellung der Geisteswissenschaften zu sprechen. Ihr zentrales Thema ist die Hermeneutik, die „in letzter Instanz auf die Umgangssprache verweist“. Habermas versteht mit Dilthey die Sprache als den „Boden der Intersubjektivität, auf dem jede Person schon Fuß gefaßt haben muß, bevor sie in der ersten Lebensäußerung sich objektivieren kann – sei es in Worten, Einstellungen oder Handlungen“ (S. 198).
Sowohl die hermeneutischen wie die empirisch-analytischen Wissenschaften werden von Erkenntnisinteressen geleitet. Beiden Disziplinen geht es um die „fundamentalen Bedingungen der möglichen Reproduktion und Selbstkonstituierung der Menschengattung“ (S. 242). Während die empirisch-analytischen Wissenschaften aber in den Lebenszusammenhängen des „instrumentalen“ Handelns eingebettet sind und die Wirklichkeit unter dem Gesichtspunkt „möglicher technischer Verfügung“ betrachten, gilt das Interesse der hermeneutischen Wissenschaften dem „kommunikativen Handeln“ und der „Intersubjektivität der Verständigung in der umgangssprachlichen Kommunikation und im Handeln unter gemeinsamen Normen“ (S. 221).
Das technische Interesse der Natur- und das praktische Interesse der Geisteswissenschaften sind erst durch „Selbstreflexion der Wissenschaft“ richtig zu begreifen, was von Peirce und Dilthey nicht berücksichtigt wurde. Die Grundlage beider Interessen bildet für Habermas ein „emanzipatorisches Erkenntnisinteresse“ (S. 244). Dessen Ziel stellt die „Befreiung aus dogmatischer Abhängigkeit“ dar (S. 256). Das „einzige greifbare Beispiel einer methodisch Selbstreflexion in Anspruch nehmenden Wissenschaft“ ist für Habermas die Psychoanalyse (S. 262). Sie ist eine „Metatheorie“ und insofern selbstreflexiv, als sie ihren eigenen Status als Wissenschaft reflektiert.

## Wirkung
Das Buch entfaltete nach seiner Veröffentlichung eine weit über die fachphilosophische Debatte hinausgehende Wirkung. Die vielfältige Kritik an seinem Werk veranlasste Habermas fünf Jahre später zu einem umfangreichen Nachwort, in dem er seine Argumente präzisierte, aber auch einige seiner Thesen revidierte.

## Ausgaben
- Jürgen Habermas: Erkenntnis und Interesse. Suhrkamp, Frankfurt am Main 1968.
- Jürgen Habermas: Erkenntnis und Interesse. Mit einem neuen Nachwort. [2. Aufl.] Suhrkamp, Frankfurt am Main 1973, ISBN 3-518-07601-9 (Suhrkamp Taschenbuch Wissenschaft, Band 1).
- Zahlreiche weitere Auflagen im selben Verlag, z. B. 6. Auflage. 1981, 9. Auflage. 1988, 13. Auflage. 2001, Sonderausgabe 2003.
- Jürgen Habermas: Erkenntnis und Interesse: Im Anhang: „Nach dreißig Jahren. Bemerkungen zu Erkenntnis und Interesse“. Meiner, Hamburg, 2008, ISBN 978-3-7873-1862-9.

## Übersetzungen
- Französisch: Jürgen Habermas: Connaissance et intérêt. Übersetzt von Gérard Clémancon, Gallimard, Paris 1968.
- Englisch: Jürgen Habermas: Knowledge and human interests. Übersetzt von Jeremy J. Shapiro, Beacon Press, Boston 1971, ISBN 0-8070-1541-5/Heinemann, London 1972, ISBN 0-435-82382-5.
- Spanisch: Jürgen Habermas: Conocimiento e interés. Taurus, Madrid 1982, ISBN 84-306-1163-0.
- Arabisch: Yūrġin Hābirmās: al-Maʿrifa wa-'l-muṣliḥa. Übersetzt von Ǧūrǧ Kittūra, Beirut 1998; neu als Al-Maʾrifa wa-'l-maṣlaḥa. Übersetzt von Ḥasan Ṣaqr, Köln 2001.
- Ungarisch: Jürgen Habermas: Megismerés és érdek. Übersetzt von János Weiss, Jelenkor, Pécs 2005, ISBN 963-676-365-8.